# シレンシオ
『シレンシオ』(西: Silencio)は、カルロス・ガルデルと、オラシオ・ペトロッシ(Horacio Pettorossi)の共同の作曲のタンゴ。

## 概要
1932年発表の曲である。
アルフレード・レ・ペラ(Alfredo Le Pera)と、オラシオ・ペトロッシの共同の作詞とされる歌詞がつけられている。
歌詞の内容は、かなり政治的という意見もあり、 「Peligra la Patria」という一節がある。
1932年のカルロス・ガルデル主演の映画  Melodía de arrabal で、ガルデル自身がこの歌を歌ったとされる。また同じく、1932年のガルデル・主演の歌と同名の映画 Silencio でも、ガルデル自身が歌っていたと書いている文章もある。
カルロス・ガルデルのレコード録音が圧巻であり、他のタンゴの有名な歌手の録音はあまり聴かれない。